# Myspace
Myspace (tidligere stiliseret som MySpace; også myspace og nogle gange my␣, med et aflangt mellemrumssymbol) er en social netværkstjeneste med base i USA. Det blev lanceret den 1. august 2003 og var det første sociale netværk, der nåede ud til et globalt publikum, og havde en betydelig indflydelse på teknologi, popkultur og musik. Det spillede også en afgørende rolle i den tidlige vækst af virksomheder som YouTube og skabte en udviklerplatform, der lancerede succeserne for blandt andre Zynga, RockYou og Photobucket. Fra 2005 til 2009 var Myspace den største sociale netværkssite i verden.
I juli 2005 blev Myspace opkøbt af News Corporation for 580 millioner dollars, og i juni 2006 overgik det Yahoo! og Google og blev det mest besøgte websted i USA. Det havde en omsætning på 800 millioner dollars i regnskabsåret 2008. På sit højeste i april 2008 nåede Myspace og Facebook op på 115 millioner månedlige besøgende, men Myspace tabte snævert til det nyligt opståede Facebook med hensyn til globale brugere. I maj 2009 overgik Facebook Myspace i antallet af unikke amerikanske besøgende. Siden da er antallet af Myspace-brugere faldet støt trods flere redesigns. I 2019 var webstedets månedlige besøgende faldet til syv millioner.
I juni 2009 havde Myspace ca. 1.600 ansatte. I juni 2011 købte Specific Media Group og Justin Timberlake i fællesskab virksomheden for ca. 35 millioner dollars. Den 11. februar 2016 blev det annonceret, at Myspace og dets moderselskab var blevet købt af Time Inc. for 87 millioner dollars. Time Inc. blev så købt af Meredith Corporation den 31. januar 2018. Den 4. november 2019 udskilte Meredith Myspace og dets oprindelige holdingselskab (Viant Technology Holding Inc.) og solgte det til Viant Technology LLC.